# Dennis Haysbert
Dennis Haysbert, född 2 juni 1954 i San Mateo, Kalifornien, är en amerikansk skådespelare. 
Dennis Haysbert spelar David Palmer i TV-serien 24. Han spelar också rollen som Nelson Mandela i "Farväl Bafana" samt medverkar i TV-serien The Unit.

## Filmografi (urval)
- 1989 – Värsta gänget
- 1992 – Love Field
- 1995 – Heat
- 1995 – Hålla andan
- 1996 – Absolut makt
- 1999 – 13:e våningen
- 2001–2003 – Justice League (TV-serie) (röst)
- 2001–2006 – 24 (TV-serie)
- 2002 – Far from Heaven
- 2003 – Sinbad: Legenden om de sju haven  (röst)
- 2006–2009 – The Unit (TV-serie)
- 2007 – Farväl Bafana
- 2011 – Kung Fu Panda 2 (röst)
- 2012 – Röjar-Ralf (röst)
- 2014 – Herr Peabody & Sherman (röst)
- 2014 – Sin City: A Dame to Kill For
- 2015 – Ted 2
- 2015 – Backstrom (TV-serie)
- 2026 – Send Help